# Kettenkamp
Kettenkamp là một đô thị của huyện Osnabrück, bang Niedersachsen, Đức. Đô thị này có diện tích 52,6 km².